# SMS Helgoland (1909)
SMS Helgoland là một thiết giáp hạm dreadnought của Hải quân Đế quốc Đức trong Chiến tranh Thế giới thứ nhất, là chiếc dẫn đầu trong lớp của nó bao gồm bốn chiếc. Thiết kế của Helgoland phản ánh sự cải tiến dần so với lớp Nassau dẫn trước, bao gồm việc tăng cỡ nòng của dàn pháo chính từ 28–30,5 cm (11,0–12,0 in). Nó được đặt lườn vào ngày 11 tháng 11 năm 1908 tại xưởng tàu của hãng Howaldtswerke ở Kiel. Helgoland được hạ thủy vào ngày 25 tháng 9 năm 1909 và đưa ra hoạt động vào ngày 23 tháng 8 năm 1911.
Giống như đa số thiết giáp hạm của Hạm đội Biển khơi Đức, Helgoland chỉ có những hoạt động giới hạn chống lại Hải quân Hoàng gia Anh trong Thế Chiến I. Nó tham gia nhiều cuộc càn quét vào Bắc Hải không kết quả như là lực lượng bảo vệ cho các tàu chiến-tuần dương của Đội Tuần tiễu 1. Nó cũng có những hoạt động giới hạn tại biển Baltic chống Hải quân Nga, nằm trong thành phần lực lượng hỗ trợ trong Trận chiến vịnh Riga vào tháng 8 năm 1915. Helgoland đã có mặt trong Trận Jutland vào ngày 31 tháng 5-1 tháng 6 năm 1916, cho dù nó ở vị trí trung tâm của hàng chiến trận Đức và đã không đụng độ ác liệt như những chiếc thuộc các lớp König và Kaiser dẫn đầu đội hình.
Sau khi Đức thua trận vào tháng 11 năm 1918, hầu hết lực lượng Hải quân Đức bị chiếm giữ tại Scapa Flow vào lúc diễn ra cuộc thương lượng hòa bình. Tuy nhiên, bốn chiếc thuộc lớp Helgoland được phép ở lại Đức, nên tránh khỏi bị đánh đắm tại Scapa Flow. Cuối cùng chúng cũng được giao cho các nước Đồng Minh thắng trận như những chiến lợi phẩm. Helgoland được giao cho Anh Quốc, và bị tháo dỡ vào đầu những năm 1920. Biểu trưng trước mũi tàu của nó hiện đang được lưu giữ tại Bảo tàng Lịch sử Quân sự Liên bang ở Dresden.

## Thiết kế và chế tạo
Helgoland được Hải quân Đế chế Đức (Kaiserliche Marine) đặt hàng dưới cái tên tạm thời Ersatz Siegfried, như là chiếc thay thế cho chiếc hải phòng hạm cũ Siegfried. Hợp đồng chế tạo con tàu được trao cho hãng Howaldtswerke tại Kiel theo số hiệu chế tạo 500. Công việc được bắt đầu vào ngày 24 tháng 12 năm 1908 với việc đặt lườn, và nó được hạ thủy không đầy một năm sau đó, vào ngày 25 tháng 9 năm 1909. Công việc hoàn tất nó, bao gồm chế tạo cấu trúc thượng tầng và trang bị vũ khí, kéo dài cho đến tháng 8 năm 1911. Helgoland, được đặt tên theo các đảo ngoài khơi quan trọng trong việc phòng thủ kênh đào Kiel, được đưa ra phục vụ cùng Hạm đội Biển khơi Đức vào ngày 23 tháng 8 năm 1911, chỉ trong vòng ba năm kể từ khi công việc được bắt đầu, với chi phí 46,196 triệu Mác vàng.
Helgoland có chiều dài chung 167,2 m (549 ft), có mạn thuyền rộng 28,5 m (94 ft) và độ sâu của mớn nước khi đầy tải là 8,94 m (29,3 ft). Trọng lượng choán nước tiêu chuẩn của nó là 22.808 tấn (22.448 tấn Anh), và lên đến 24.700 tấn (24.310 tấn Anh) khi đầy tải. Nó được vận hành bằng động cơ hơi nước ba buồng bành trướng đặt dọc công suất thiết kế 28.000 ihp (21.000 kW) để đạt được tốc độ tối đa 20,8 kn (38,5 km/h; 23,9 mph). Helgoland mang theo đến 3.200 t (3.100 tấn Anh; 3.500 tấn Mỹ) than, cho phép nó đi được 5.500 hải lý (10.200 km) ở tốc độ 10 hải lý trên giờ (19 km/h). Sau năm 1915 các nồi hơi được cải tiến để có thể đốt dầu; con tàu có thể mang thêm 197 t (194 tấn Anh; 217 tấn Mỹ) dầu đốt.
Helgoland được trang bị dàn pháo chính bao gồm mười hai khẩu pháo 30,5 cm (12,0 in) SK L/50  trên sáu tháp pháo nòng đôi. Chúng được bố trí trên một hình lục giác khá bất thường gồm một tháp pháo đặt tại phía trước mũi và một sau đuôi tàu, và hai tháp pháo mỗi bên mạn tàu. Dàn pháo hạng hai của con tàu bao gồm mười bốn khẩu pháo pháo 15 cm (5,9 in) SK L/45 và mười sáu 8,8 cm (3,5 in) SK L/45. Sau năm 1914, hai trong số các khẩu 8,8 cm được tháo dỡ thay thế bằng hai khẩu pháo phòng không 8,8 cm. Helgoland còn được trang bị sáu ống phóng ngư lôi chìm 50 cm (20 in).

## Lịch sử hoạt động

### Trước chiến tranh
Khi đưa vào hoạt động, Helgoland thay thế cho chiếc thiết giáp hạm tiền-dreadnought Hannover trong thành phần Hải đội Chiến trận 1. Ngày 9 tháng 2 năm 1912, thủy thủ của Helgoland đã phá kỷ lục của Đức về chất than, nhận 1.100 tấn than lên tàu trong vòng hai giờ; một kỷ lục trước đó do thủy thủ đoàn của chiếc Posen thuộc lớp Nassau nắm giữ; họ được Hoàng đế Wilhelm II biểu dương qua một quyết định của Nội các. Vào tháng 3, cuộc cơ động huấn luyện của hạm đội được tiến hành tại Bắc Hải, tiếp nối bằng một lượt thực tập vào tháng 11. Hạm đội cũng huấn luyện trong các cuộc thực tập tại Skagerrak và Kattegat trong tháng 11. Năm tiếp theo cũng theo một lịch trình tương tự, nhưng tổ chức chuyến đi thực hành mùa Hè đến Na Uy.

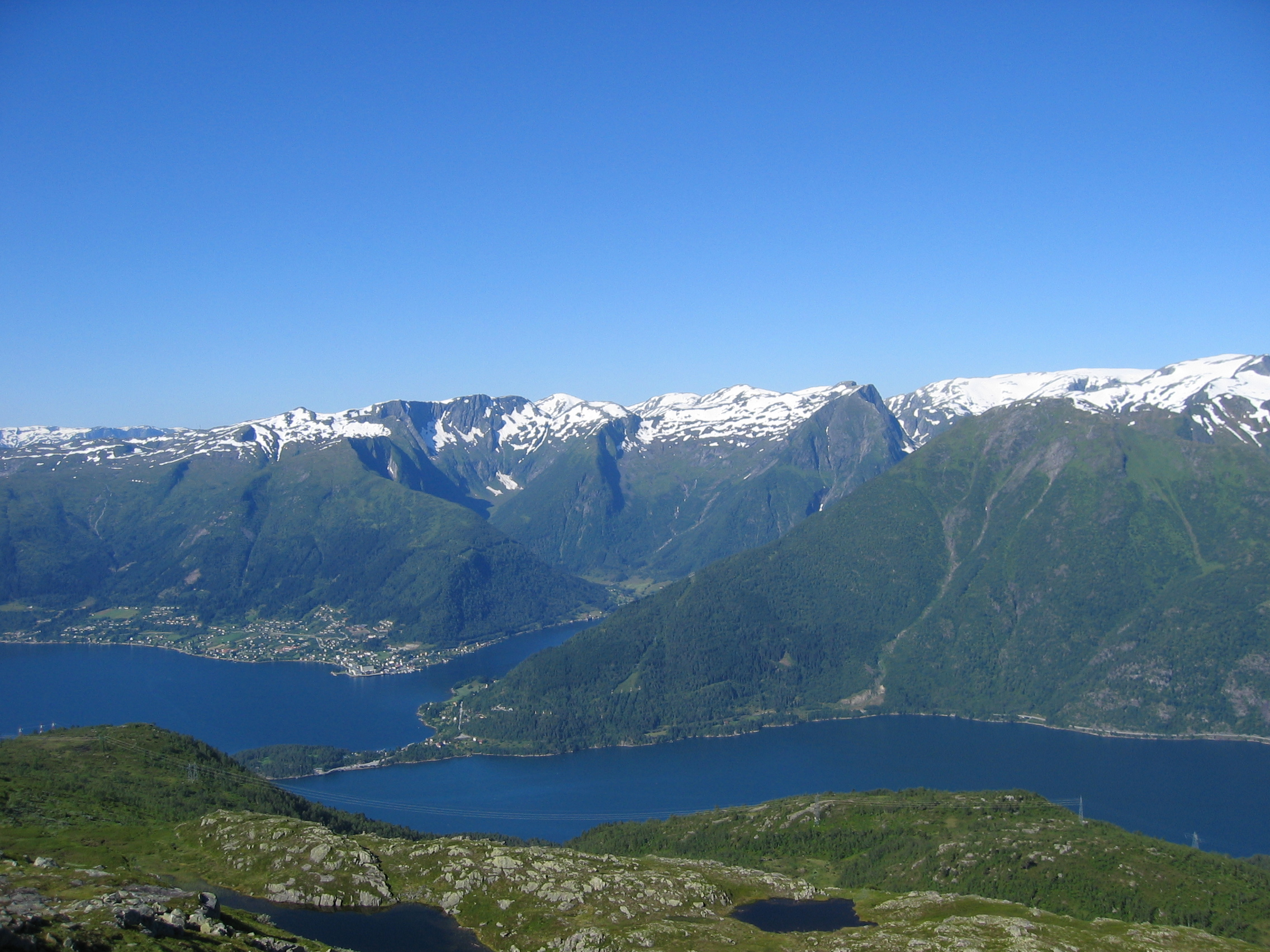
Một phần của vũng biển, với Balholm ở phía bờ xa

Ngày 10 tháng 7 năm 1914, Helgoland rời Jade Estuary tham gia chuyến đi huấn luyện mùa Hè hằng năm đến Na Uy. Hạm đội, cùng với nhiều tàu ngầm U-boat, tập trung tại Skagen vào ngày 12 tháng 7 để thực hành tấn công tàu phóng ngư lôi, cơ động từng chiếc và kỹ thuật tìm kiếm bằng đèn pha. Hạm đội đi đến vũng biển Songe ngày 18 tháng 7, nhưng Helgoland phải đợi đến nữa đêm cho đến khi một hoa tiêu cảng dẫn con tàu đi qua vùng biển hẹp của vũng biển. Helgoland gia nhập cùng Friedrich der Grosse, tàu tuần dương hạng nhẹ Magdeburg, và thuyền buồm của Hoàng đế Đức Hohenzollern tại Balholm.
Cùng ngày hôm đó, Helgoland nhận 1.250 tấn than từ một tàu tiếp than Na Uy. Sáng hôm sau Helgoland được con tàu chị em Oldenburg tháp tùng, và cả hai lên đường quay trở về Đức, đến nơi vào sáng ngày 22 tháng 7. Tối 1 tháng 8, thuyền trưởng của nó thông báo cho thủy thủ đoàn về việc Hoàng đế ra lệnh cho Hải quân chuẩn bị chiến đấu với Hải quân Nga.

### Mở màn Chiến tranh Thế giới thứ nhất
Khi Chiến tranh Thế giới thứ nhất nổ ra, Helgoland được phân về Đội một trong thành phần Hải đội Chiến trận 1, và đến ngày 9 tháng 8 được bố trí ngoài khơi hòn đảo Wangerooge được tăng cường mạnh mẽ. Các bãi mìn cùng các hàng tàu tuần dương, tàu phóng lôi và tàu ngầm canh phòng cũng được bố trí tại đây để phòng thủ Wilhelmshaven. Động cơ của Helgoland luôn được cho chạy trong suốt đợt bố trí, sẵn sàng lên đường theo lệnh báo động. Bốn ngày sau, 13 tháng 8, Helgoland quay về Wilhelmshaven tiếp nhiên liệu. Ngày hôm sau, quân nhân dự bị hải quân bắt đầu đến bổ sung đủ biên chế thời chiến của các thiết giáp hạm Đức.

### Trận Helgoland Bight
Trận hải chiến lớn đầu tiên tại Bắc Hải, Trận Helgoland Bight, diễn ra vào ngày 28 tháng 8 năm 1914. Helgoland được bố trí ngoài khơi, và cho dù đang ở gần trận chiến, nó không được gửi đến trợ giúp các tàu tuần dương bị bao vây, vì nó không thể sử dụng một cách mạo hiểm trong một cuộc tấn công không được hỗ trợ nhằm vào một lực lượng Anh vượt trội. Thay vào đó, con tàu được lệnh thả neo chờ đợi để được Thüringen thay phiên. Lúc 04 giờ 30 phút, Helgoland được lệnh cùng Ostfriesland rời cảng; đến 05 giờ 00, hai chiếc thiết giáp hạm gặp gỡ các tàu tuần dương bị hư hại Frauenlob và Stettin. Đến 07 giờ 30 phút, các con tàu quay trở về cảng để qua đêm. Ba ngày sau, 31 tháng 8, Helgoland vào ụ tàu để bảo trì. Trưa ngày 7 tháng 9, Helgoland cùng phần còn lại của Hạm đội Biển khơi Đức tiến hành chuyến đi huấn luyện đến hòn đảo chính của Heligoland.

### Bắn phá Scarborough, Hartlepool và Whitby

Vị trí của Hạm đội Biển khơi Đức vào sáng ngày 16 tháng 12

Hoạt động lớn đầu tiên trong Chiến tranh Thế giới thứ nhất mà Helgoland tham gia là cuộc Bắn phá Scarborough, Hartlepool và Whitby vào ngày 15–16 tháng 12 năm 1914. Cuộc bắn phá được tiến hành chủ yếu bởi các tàu chiến-tuần dương thuộc Đội Tuần tiễu 1 của Phó Đô đốc Franz von Hipper. Helgoland cùng với các thiết giáp hạm dreadnought của Hạm đội Biển khơi lên đường để hỗ trợ từ xa. Friedrich von Ingenohl, Tư lệnh Hạm đội Biển khơi Đức, quyết định chiếm lấy vị trí ở khoảng giữa Bắc Hải, cách 130 hải lý về phía Đông Scarborough.
Hải quân Hoàng gia Anh, trước đó đã bắt được các bảng mật mã Đức từ chiếc tàu tuần dương Magdeburg bị mắc cạn, nhận biết một chiến dịch đang được tiến hành, nhưng không biết chắc nơi lực lượng Đức sẽ tấn công. Vì vậy, Bộ hải quân Anh ra lệnh cho Hải đội Tàu chiến-tuần dương 1 dưới quyền Đô đốc David Beatty, sáu thiết giáp hạm thuộc Hải đội Chiến trận 2 cùng nhiều tàu tuần dương và tàu khu trục ngăn chặn các tàu chiến-tuần dương Đức. Tuy nhiên, hướng di chuyển lực lượng của Beatty hầu như đâm đầu thẳng vào toàn bộ Hạm đội Biển khơi. Lúc 6 giờ 20 phút, các tàu khu trục hộ tống cho lực lượng của Beatty bắt gặp xuồng phóng lôi Đức V155. Việc này đã dẫn đến một cuộc đối đầu lẫn lộn kéo dài hai giờ giữa các tàu khu trục Anh và lực lượng tàu tuần dương và tàu khu trục Đức, hầu hết ở khoảng cách rất gần. Vào lúc này của cuộc chạn trán đầu tiên, các thiết giáp hạm lớp Helgoland ở một vị trí cách các thiết giáp hạm dreadnought Anh không đầy 10 hải lý (19 km), hoàn toàn nằm trong tầm bắn; nhưng trong bóng đêm, các đô đốc của cả Anh lẫn Đức đều không thể nhận biết thành phần của hạm đội đối phương. Đô đốc Ingenohl, không dám bất tuân chỉ thị của Kaiser (Hoàng đế Đức) rằng không được mạo hiểm hạm đội chiến trận khi không có sự chấp thuận rõ ràng, kết luận rằng hạm đội của ông đang phải đối đầu với lực lượng hộ tống của toàn bộ Hạm đội Grand Anh Quốc, và 10 phút sau khi bắt gặp đối phương, ông ra lệnh bẻ lái sang mạn phải theo hướng Đông Nam. Các cuộc tấn công tiếp nối đã làm chậm trễ việc đổi hướng, nhưng đến 6 giờ 42 phút, nó được tiến hành. Trong khoảng 40 phút, hai hạm đội di chuyển theo một hướng song song; và đến 7 giờ 20 phút, Ingenohl ra lệnh bẻ lái hơn nữa sang mạn phải, đưa các con tàu của mình theo một hành trình quay về vùng biển Đức.

### Huấn luyện tại Kiel
Ngày 17 tháng 1, Ingenohl ra lệnh cho Helgoland trở vầo ụ tàu để được bảo trì bổ sung, nhưng nó chỉ vào ụ ba ngày sau đó do những khó khăn khi đi qua các âu tàu của kênh đào. Đến giữa tháng, Helgoland rời ụ tàu; chỗ neo của nó được chiếc tàu tuần dương bọc thép Roon chiếm lấy. Vào ngày 10 tháng 2, Helgoland cùng phần còn lại của Hải đội 1 khởi hành từ Wilhelmshaven hướng đến Cuxhaven, nhưng thời tiết sương mù nặng đã trì hoãn chuyến đi đến hai ngày; các con tàu thả neo ngoài khơi Brunsbüttel trước khi băng qua kênh đào Kaiser Wilhelm để đi đến Kiel. Thủy thủ đoàn tiến hành thực tập tác xạ với dàn pháo chính, pháo hạng hai và ngư lôi trong ngày 1 tháng 3; và trong đêm tiếp theo tiến hành huấn luyện tác chiến ban đêm. Vào ngày 10 tháng 3, hải đội lại đi qua các âu tàu để quay trở về Wilhelmshaven. Sương mù tiếp tục gây trở ngại cho chuyến đi, và các con tàu chỉ về đến cảng vào ngày 15 tháng 3.

### Trận chiến vịnh Riga
Helgoland cùng ba chiếc tàu chị em và bốn chiếc thiết giáp hạm thuộc lớp Nassau được phân về một lực lượng đặc nhiệm để bảo vệ cho chuyến xâm nhập vịnh Riga vào tháng 8 năm 1915. Dưới quyền chỉ huy của Phó Đô đốc Franz von Hipper, chi hạm đội Đức còn bao gồm các tàu chiến-tuần dương Von der Tann, Moltke và Seydlitz cùng nhiều tàu tuần dương hạng nhẹ, 32 tàu khu trục và 13 tàu quét mìn. Kế hoạch dự định quét sạch các bãi mìn của Nga ở các luồng ra vào vịnh nhằm loại bỏ sự hiện diện lực lượng Hải quân Nga, vốn bao gồm thiết giáp hạm tiền-dreadnought Slava. Sau đó người Đức sẽ rải bãi mìn của chính họ ngăn cản các tàu chiến Nga quay trở lại vịnh. Helgoland và phần lớn tàu chiến chủ lực của Hạm đội Biển khơi ở lại bên ngoài vịnh trong suốt chiến dịch. Các thiết giáp hạm dreadnought Nassau và Posen được cho tách ra vào ngày 16 tháng 8 để hộ tống các tàu quét mìn và để tiêu diệt Slava, cho dù chúng thất bại không thể đánh chìm chiếc thiết giáp hạm cũ của Nga. Sau ba ngày, các bãi mìn Nga được dọn sạch, và chi hạm đội tiến vào vịnh vào ngày 19 tháng 8; nhưng những báo cáo về hoạt động của tàu ngầm Đồng Minh trong khu vực đã buộc lực lượng Đức phải rút lui khỏi vịnh vào ngày hôm sau.

### Trận Jutland

Cầu tàu và các tháp pháo phía trước của Helgoland

Dưới quyền chỉ huy của Đại tá Hải quân von Kameke, Helgoland tham gia trận Jutland cùng với các tàu chị em trong thành phần Hải đội Chiến trận 1. Trong phần lớn thời gian của trận chiến, Hải đội Chiến trận 1 hình thành nên phần trung tâm của hàng chiến trận Đức, phía sau Hải đội Chiến trận 3 dưới quyền Chuẩn Đô đốc Behncke, và được tiếp nối bởi các thiết giáp hạm tiền-dreadnought cũ thuộc Hải đội Chiến trận 2 dưới quyền Chuẩn Đô đốc Mauve.
Helgoland cùng các tàu chị em bắt đầu tham gia tác chiến trực tiếp không lâu sau 18 giờ 00. Hàng chiến trận Đức di chuyển lên hướng Bắc, bắt gặp các tàu khu trục HMS Nomad và HMS Nestor, vốn đã bị hư hại trong chiến trận trước đó. Bị các thiết giáp hạm lớp Kaiser ở đầu đội hình tấn công, Nomad nổ tung và chìm lúc 18 giờ 30 phút; rồi được nối gót bởi Nestor, vốn bị đánh chìm bởi dàn pháo chính và pháo hạng hai của Helgoland, Thüringen cùng nhiều thiết giáp hạm Đức khác. Đến 19 giờ 20 phút, Helgoland cùng nhiều thiết giáp hạm khác bắt đầu khai hỏa vào thiết giáp hạm Anh HMS Warspite, vốn đang cùng những chiếc khác cũng thuộc lớp Queen Elizabeth của Hải đội Chiến trận 5 của Anh săn đuổi lực lượng tàu chiến-tuần dương Đức. Đợt bắn pháo nhanh chóng kết thúc do các tàu Đức mất dấu mục tiêu; Helgoland chỉ bắn được khoảng 20 quả đạn pháo từ dàn pháo chính.
Đến 20 giờ 15 phút, sau cú "đổi hướng chiến trận" (Gefechtskehrtwendung) lần thứ ba, Helgoland bị một quả đạn pháo xuyên thép (AP) 15 in (38 cm), có thể là từ HMS Barham hay HMS Valiant, bắn trúng phần phía trước của con tàu. Phát đạn bắn trúng đai giáp phía trên mực nước khoảng 0,8 m (2,6 ft), nơi đai giáp chỉ dày 15 cm, xé toang một lỗ hổng rộng 1,4 m (4,6 ft) trên lườn tàu. Phát đạn nổ đã rải một cơn mưa mảnh đạn xuống tháp pháo 15 cm (5,9 inch) đầu tiên bên mạn phải, cho dù khẩu đội vẫn còn khả năng bắn được; con tàu bị ngập khoảng 80 tấn nước.
Đến 23 giờ 30 phút, Hạm đội Biển khơi lập đội hình di chuyển trong đêm. Thứ tự hầu hết đã bị đảo lộn, với bốn chiếc thuộc lớp Nassau dẫn đầu, ngay phía sau là những chiếc lớp Helgoland, và những chiếc lớp Kaiser và König tiếp nối phía sau. Phía cuối đội hình lúc này lại là những thiết giáp hạm tiền-dreadnought cũ; trong khi các tàu chiến-tuần dương Đức bị đánh tơi tả lúc này đã bị phân tán. Khoảng nữa đêm ngày 1 tháng 6, những chiếc thuộc lớp Helgoland và Nassau ở trung tâm đội hình của hàng chiến trận Đức đã bắt gặp Chi hạm đội Khu trục 4 Anh Quốc. Chi hạm đội 4 tạm thời rút lui khỏi trận chiến để tái lập đội hình, rồi đến khoảng 01 giờ 00 lại vô tình đối đầu với những chiếc dreadnought Đức lần thứ hai. Helgoland và Oldenburg nổ súng vào hai tàu khu trục Anh dẫn đầu đội hình. Helgoland bắn sáu loạt đạn từ dàn pháo hạng hai nhắm vào tàu khu trục Fortune trước khi nó không chống đỡ nổi hỏa lực áp đảo từ nhiều tàu chiến Đức. Không lâu sau đó, Helgoland chuyển hỏa lực nhắm vào một tàu khu trục không rõ tung tích, bắn năm loạt đạn pháo 15 cm nhưng không có hiệu quả. Các tàu khu trục Anh tung ra đợt tấn công bằng ngư lôi nhắm vào các tàu Đức, nhưng họ đã lẩn tránh thành công khi cơ động sang mạn phải.
Sau khi quay trở về vùng biển nhà, Helgoland và Thüringen cùng với các chiếc Nassau, Posen và Westfalen thuộc lớp Nassau chiếm lấy những vị trí phòng thủ tại vũng biển Jadebusen trong đêm. Helgoland bị bắn trúng một quả đạn pháo 15 inch, nhưng chỉ bị hư hại nhẹ. Dù sao, nó vẫn cần phải vào ụ tàu sửa chữa lỗ hổng trên đai giáp; công việc hoàn tất vào ngày 16 tháng 6. Trong quá trình trận chiến, Helgoland đã bắn 63 phát đạn pháo hạng nặng cùng 61 quả đạn pháo 15 cm.

### Các hoạt động tiếp theo
Sau trận Jutland, Đô đốc Scheer tranh luận rằng Hạm đội không thể phá vỡ sự phong tỏa của Anh, chỉ có các hoạt động tàu ngầm không hạn chế mới thành công. Kết quả là, Hạm đội Biển khơi hầu như ở lại trong cảng, ngoại trừ hai cuộc xuất quân bị hủy bỏ vào tháng 8 và tháng 10 năm 1916. Vào tháng 4 năm 1917, Helgoland vô tình húc phải tàu chiến-tuần dương mớí SMS Hindenburg, vốn đang trong quá trình hoàn tất, lúc nó đang rời nơi neo đậu,. Đến tháng 10 năm 1917, Helgoland cùng với Oldenburg đi đến Amrum đón các tàu tuần dương hạng nhẹ Brummer và Bremse, vốn đang quay về sau một cuộc bắn phá một đoàn tàu vận tải Anh đang đi đến Na Uy. Vào ngày 27 tháng 11, chiếc tàu chiến băng qua kênh đào Kaiser Wilhelm để đi vào biển Baltic, nhưng đã không tham gia Chiến dịch Albion, cuộc chiếm đóng các đảo trong vịnh Riga. Một cuộc xuất quân thứ ba, cũng là cuối cùng, diễn ra trong tháng 4 năm 1918, nhưng bị hủy bỏ khi chiếc tàu chiến-tuần dương SMS Moltke gặp trục trặc về động cơ và phải được kéo về cảng.

### Binh biến Wilhelmshaven
Helgoland và ba con tàu chị em được dự định để tham gia hoạt động cuối cùng của hạm đội nhiều ngày trước khi Hiệp định Đình chiến với Đức có hiệu lực. Phần lớn Hạm đội Biển khơi sẽ xuất phát từ căn cứ của chúng ở Wilhelmshaven để đối đầu với Hạm đội Grand của Anh; Reinhard Scheer, lúc này là Đại Đô đốc (Großadmiral) của Hạm đội, dự định gây tổn thất cho Hải quân Anh càng nhiều càng tốt nhằm duy trì một vị thế mặc cả tốt cho việc thương lượng hòa bình của Đức bất chấp tổn thất có thể phải chịu đựng. Tuy nhiên, nhiều người trong số những thủy thủ đã mệt mỏi vì chiến tranh cảm thấy chiến dịch này sẽ ngăn trở tiến trình hòa bình và kéo dài thời hạn chiến tranh.
Sáng ngày 29 tháng 10 năm 1918, mệnh lệnh được đưa ra để chuẩn bị khởi hành từ Wilhelmshaven vào ngày hôm sau. Trong đêm 29 tháng 10, thủy thủ trên chiến Thüringen, và sau đó trên nhiều thiết giáp hạm khác, làm binh biến. Sáng sớm 31 tháng 10, thủy thủ của Helgoland, vốn đang neo đậu ngay phía sau Thüringen trong cảng, cùng tham gia. Tư lệnh Hải đội 1 gửi xuồng đến Helgoland và Thüringen đón các sĩ quan của tàu, vốn được thủy thủ cho phép rời tàu an toàn. Sau đó ông thông báo cho các thủy thủ nổi loạn rằng nếu họ không chấm dứt, cả hai con tàu sẽ bị phóng ngư lôi đánh chìm. Sau khi hai xuồng phóng lôi vào vị trí, cả hai con tàu đều đầu hàng; thủy thủ đoàn được đưa lên bờ và bị giam giữ. Tuy nhiên, cuộc nổi loạn lan rộng trên bờ; vào ngày 3 tháng 11, khoảng 20.000 thủy thủ, công nhân xưởng tàu và thường dân đã tham gia một vụ nổi loạn tại Kiel đòi hỏi phải trả tự do những người bị giam giữ. Đến ngày 5 tháng 11, lá cờ đỏ biểu trưng của phe Dân chủ được treo trên tất cả các tàu chiến chủ lực tại Wilhelmshaven ngoại trừ König. Ngày hôm sau, một ủy ban thủy thủ nắm lấy quyền kiểm soát căn cứ; và chuyến tàu hỏa chở những người làm binh biến của Helgoland và Thüringen bị chặn lại tại Cuxhaven, nơi họ được giải thoát.

### Sau chiến tranh
Theo những điều khoản của Hiệp ước Versailles, tất cả bốn chiếc trong lớp Helgoland đều phải giải giới và đầu hàng như những chiến lợi phẩm cho những cường quốc Đồng Minh thắng trận, để thay thế cho những chiếc đã bị đánh chìm tại Scapa Flow. Vào ngày 21–22 tháng 11 năm 1918, Helgoland đi đến Harwich đón thủy thủ đoàn của các tàu ngầm U-boat đã đầu hàng tại đây. Nó được cho ngừng hoạt động vào ngày 16 tháng 12 năm 1918. Helgoland và các tàu chị em được rút khỏi Đăng bạ Hải quân Đức vào ngày 5 tháng 11 năm 1919. Helgoland được chính thức giao cho Anh Quốc vào ngày 5 tháng 8 năm 1920; nó bị tháo dỡ tại Morecambe, công việc được bắt đầu vào ngày 3 tháng 3 năm 1921. Biểu trưng trước mũi tàu của nó hiện đang được lưu giữ tại Bảo tàng Lịch sử Quân sự Liên bang ở Dresden.